# Canthigaster inframacula
Canthigaster inframacula е вид лъчеперка от семейство Tetraodontidae. Видът не е застрашен от изчезване.

## Разпространение и местообитание
Разпространен е във Виетнам, САЩ (Хавайски острови) и Япония (Бонински острови).
Обитава пясъчните и скалисти дъна на морета и рифове. Среща се на дълбочина от 124 до 274 m.

## Описание
На дължина достигат до 7,6 cm.